# Teatro Hebbel
El Teatro Hebbel ( Hebbel-Theater) es un teatro de Berlín construido en 1907 en estilo Jugendstil siendo una obra temprana del famoso arquitecto teatral Oskar Kaufmann.

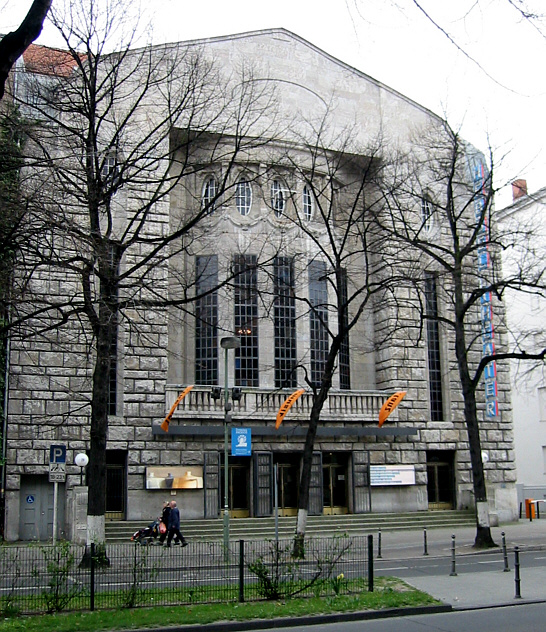
Teatro Hebbel Berlin.

Localizado en el distrito de Kreuzberg de la capital alemana abrió sus puertas el 29 de enero de 1908 con la obra María Magdalena de Friedrich Hebbel erigiéndose en uno de los mejores representantes de construcción teatral debidos a Oskar Kaufmann quien luego diseñará otros cinco teatros en Berlín - el Volksbühne am Rosa-Luxemburg-Platz (1914), el Theater am Kurfürstendamm (1921), la Krolloper (1922/23), la Komödie (1924) y el Renaissance-Theater (1926) - además de Bremen, Viena y luego Tel Aviv.
En 1911 se llamó Theater in der Königgrätzer Straße conociendo su era dorada con el paso de luminarias como Elisabeth Bergner, Erwin Piscator, Tilla Durieux, Werner Krauss, Paul Wegener en repertorios que fueron de Shakespeare y Goethe a Ibsen y Strindberg.
En 1930 fue rebautizado Theater in der Stresemannstraße y en 1935 el régimen nazi lo llamó Theater in der Saarlandstraße.
El teatro sobrevivió intacto los bombardeos de la Segunda Guerra Mundial, intacto entre los escombros reabrió sus puertas el 15 de agosto de 1945 con La ópera de tres centavos de Bertolt Brecht y Kurt Weill prohibida por los nazis en 1933. El primer invierno de posguerra sus representaciones estuvieron completamente vendidas pese a que el público debía llegar por entre los escombros después de una caminata de veinte minutos y muchos pagaban su entraba con carbón para calentar el recinto.
Con la inauguración del Teatro Schiller en 1951 comenzó a declinar en el favor del público y en 1978 declaró bancarrota pero fue salvado de segura demolición al declarárselo monumento histórico nacional.
Fue restaurado y reabierto en 1988 como parte de las celebraciones de «Berlín, capital cultural de Europa».